# Malowane
Malowane (ukr. Мальоване) – wieś na Ukrainie, w rejonie młynowskim obwodu rówieńskiego. 